# Monasterio de San Jorge (Sheptitski)
El monasterio de San Jorge (en ucraniano: Монастир Святого Юра) es un monasterio católico oriental que se sitúa en Sheptitski, en el óblast de Leópolis de Ucrania. El templo está bajo la jurisdicción de la eparquía de Sokal-Zhovkva.

## Geografía
El monasterio está ubicado en la calle Bogdán Jmelnitski, 21 de Sheptitski en el óblast de Leópolis.

## Historia
El monasterio fue fundado por el voivoda de Belz Franciszek Salezy Potocki en 1763 para la Orden de los Basilianos, con el objetivo cuidar de las parroquias locales y vecinas, así como organizar misiones populares en sus dominios. En los años 1771-1776, en el lugar de los edificios de madera del monasterio se construyeron las celdas actuales del monasterio según el diseño del arquitecto I. Zellner. Los edificios sufrieron daños por incendios en 1797 y 1852 y fueron ampliados en 1789 y 1888.
En el monasterio se reunió una valiosa biblioteca, que se mantuvo aquí hasta finales del siglo XIX, incluidos pergaminos antiguos y libros eclesiásticos del monasterio vecino de la época principesca en el asentamiento sobre el río Bug como son Apóstol de Gorodishche (siglo XII), el Evangelio de Buchan (siglos XII-XIII), el memorial de Gorodishchenski (1484). 
El monasterio basiliano fue liquidado en 1946 por las autoridades polacas, pero los monjes continuaron trabajando ilegalmente. En 1959 el arquitecto I. Starosolsky restauró la cúpula central de la iglesia. 
En 1980, se abrió una sucursal del Museo de Historia de la Religión y el Ateísmo de Leópolis en el edificio del monasterio y se abrió una galería de arte en las antiguas celdas del monasterio. En 1989, el museo se trasladó al antiguo palacio de Potocki y los edificios y celdas de la iglesia fueron transferidos a la comunidad religiosa greco-católica. El monasterio restableció sus actividades legales en 1990. El 7 de abril de 1994, el icono milagroso de la Madre de Dios de Kristinopil, que hasta entonces estaba guardado en Varsovia, regresó al monasterio.

## Arquitectura
La arquitectura de las celdas del monasterio y de la iglesia de San Jorge combina elementos del barroco tardío y del clasicismo. El edificio de celdas es de ladrillo y de dos plantas, con planta en cruz griega, con sistema de distribución de corredores y bóvedas de crucería. Las fachadas están diseñadas de forma sencilla, sin decoración arquitectónica, a excepción de la del noreste, que estaba decorada con lamas planas y marcos de ventanas barrocos. 
La iglesia de San Jorge fue construida en estilo neoclásico y consta de tres naves. Su nave central se cubre con una cúpula elíptica sobre un tambor bajo octogonal sostenido por soportes. El vestíbulo y la parte oriental están cubiertos con techos a dos aguas. El eje de la fachada principal se enfatiza con un saliente ligeramente saliente rematado con un frontón triangular y un portal de entrada, y la fachada remata con un ático con maceteros decorativos de piedra. Los muros de la iglesia están divididos por pilastras de orden toscano. En la iglesia del monasterio se guarda un icono milagroso de la Santísima Theotokos, llamado ícono de Kristínopil. 

## Galería

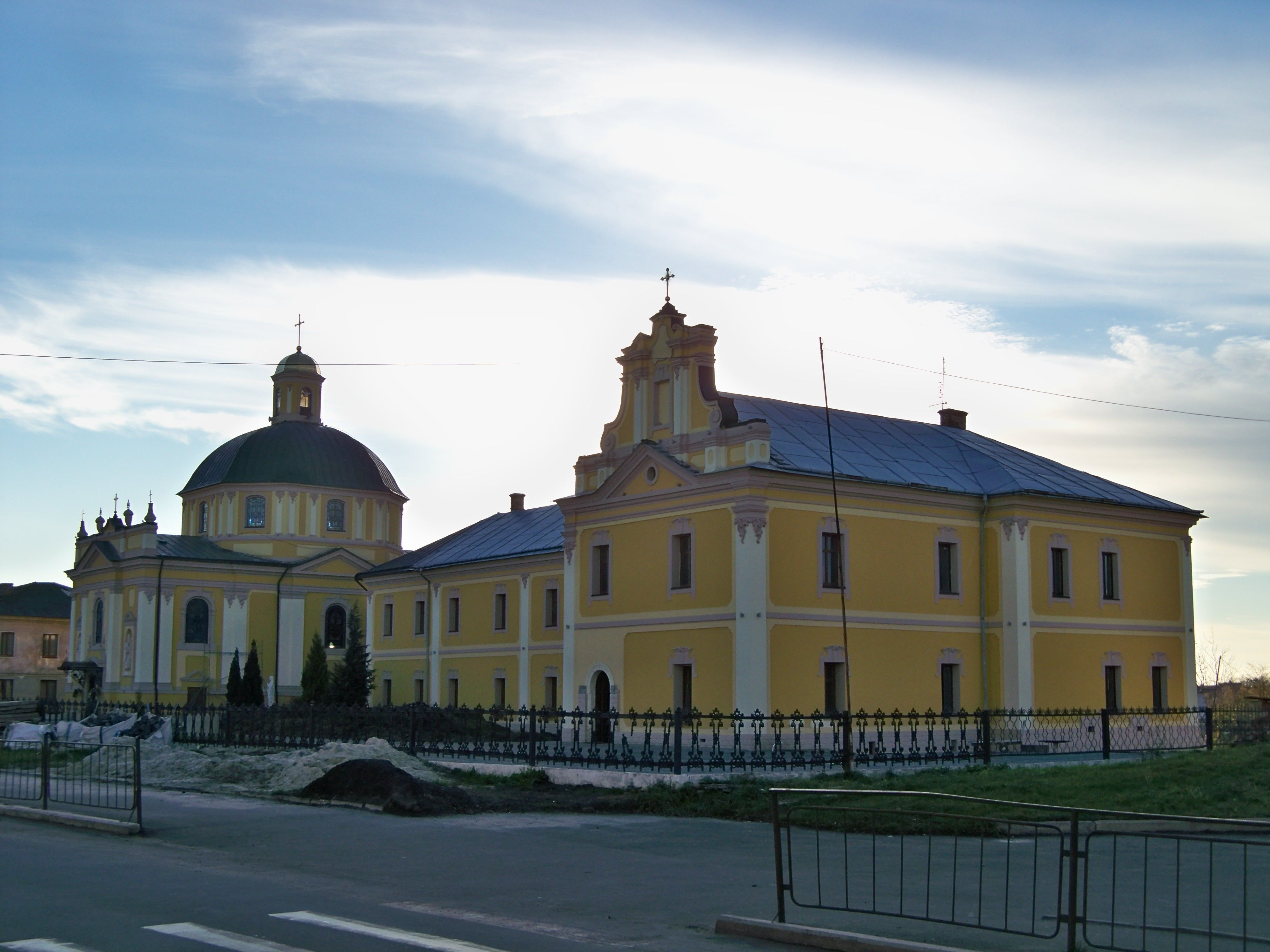
Vista del monasterio
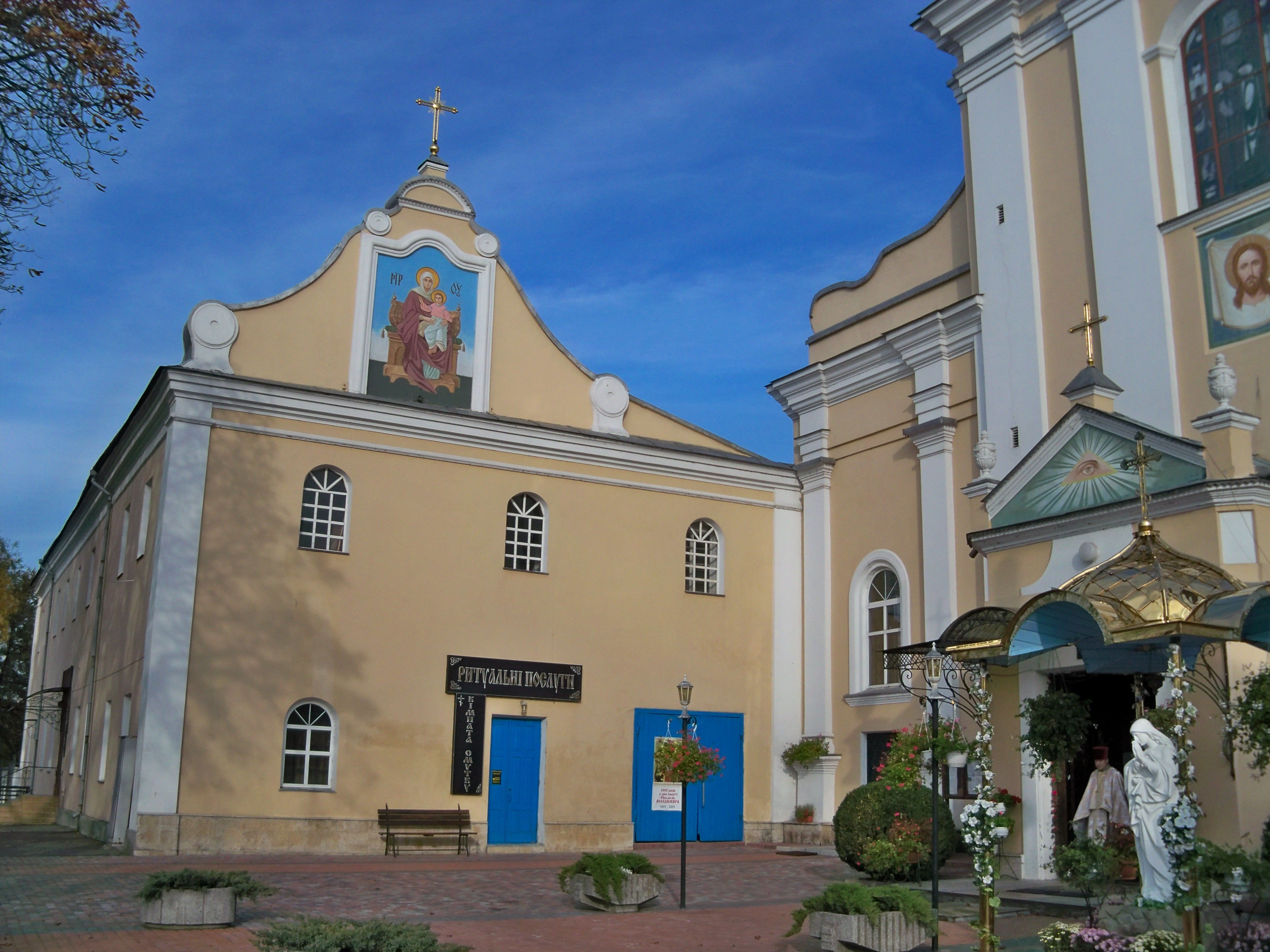
Iglesias del monasterio
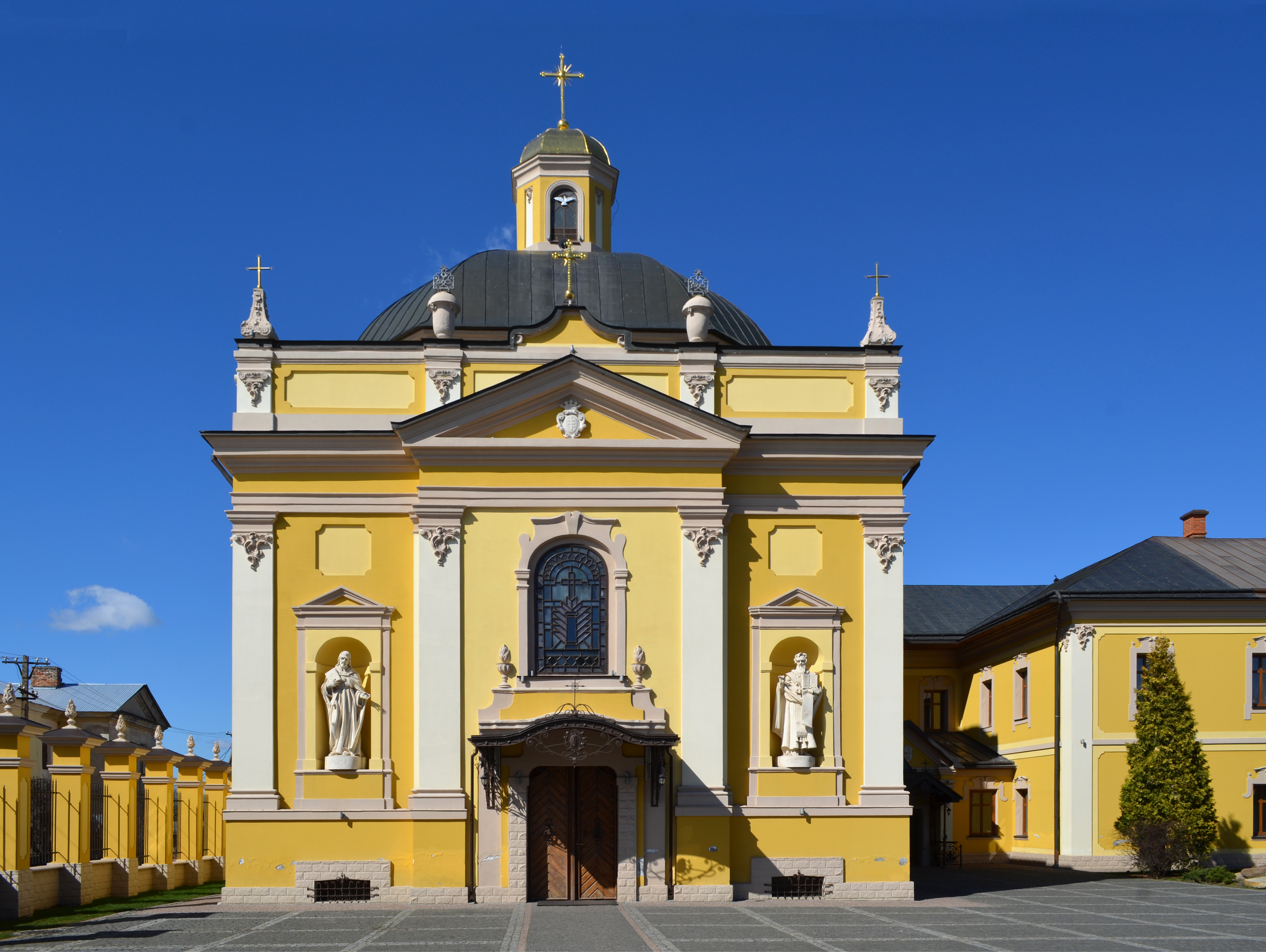
Fachada de la iglesia de San Jorge
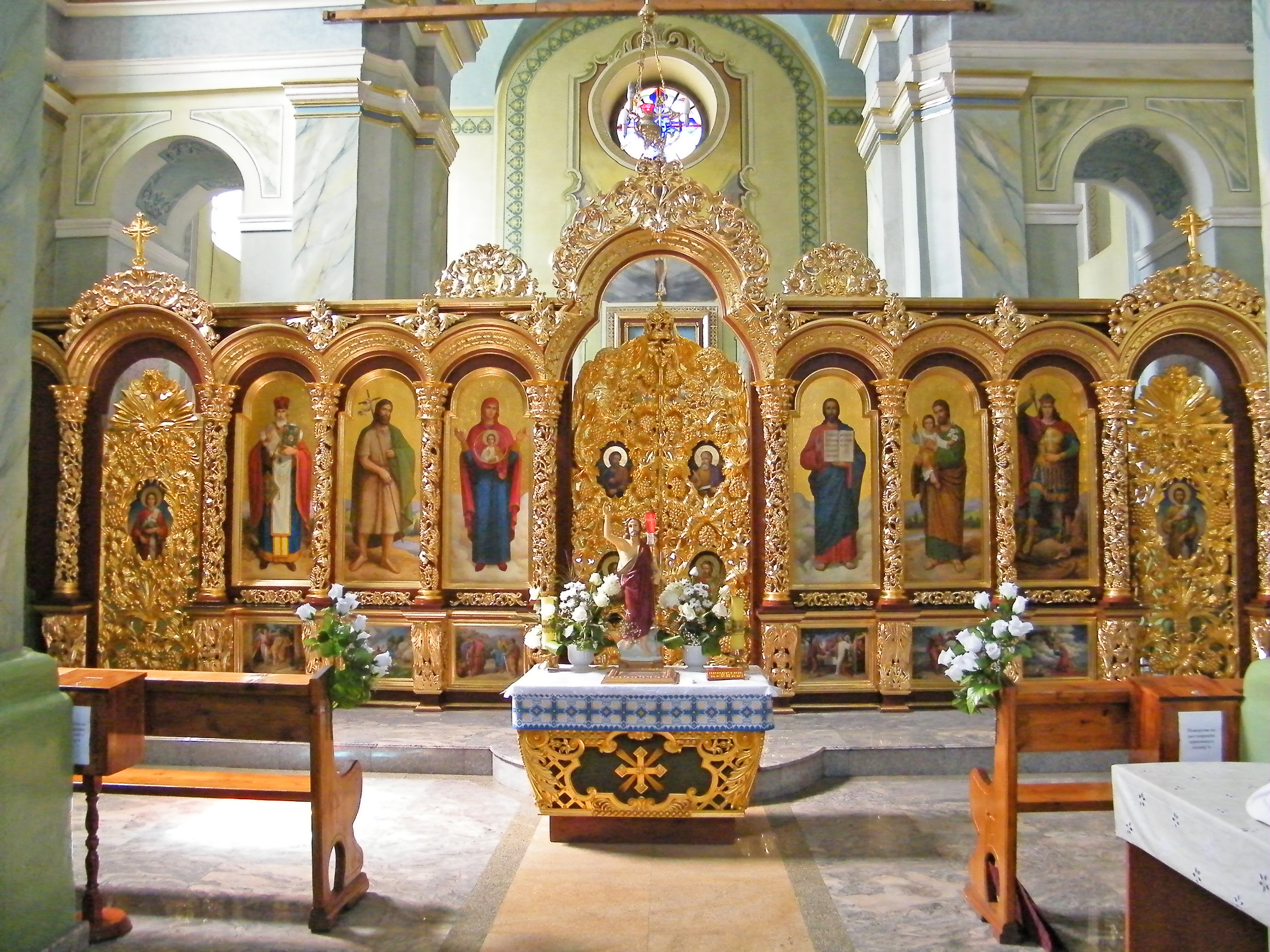
Iconostasio de la iglesia de San Jorge